# 湛江新闻网
湛江新闻网前身是湛江在线网，主干是新闻，为《湛江日报》、《湛江晚报》在网络平台以数字报刊、手机报等方式来提供湛江本地信息动态。

## 主要作用
主要在网络提供数字报刊，手机报、为湛江的经济、建设、风貌、民生、环境等做报道。

## 相關報紙

### 湛江日报
《湛江日报》于1948年12月25日日创刊，是湛江市委机关报。湛江日报社负责编辑出版《湛江日报》。

### 湛江晚报
《湛江晚报》于1994年1月1日创刊，影响力越来越大，2004年9月1日正式改版增版。增版后，周一至周五每天出24版，周六、周日每天出16版，新闻信息量大幅增加。湛江日报社负责编辑出版《湛江晚报》。

## 网站栏目
| - 湛江新闻栏目 - 区域栏目 - 视频 - 文教 - 女性 - 军事 - 时评旅游 - 情缘 - 博览 - 玩家 - 拍客 - 美食 | - 时尚 - 人物 - IT - 娱乐报料 - 供求 - 资料 - 资讯 - 博客 - 手机报 - 名企 - 读者俱乐部数字报纸 - 论坛 |